# Erodium cyrenaicum
Erodium cyrenaicum är en näveväxtart som först beskrevs av Renato Pampanini, och fick sitt nu gällande namn av G.G. Guittonneau. Erodium cyrenaicum ingår i släktet skatnävor, och familjen näveväxter. Inga underarter finns listade i Catalogue of Life.